# Dolichopus oxianus
Dolichopus oxianus är en tvåvingeart som beskrevs av Stackelberg 1933. Dolichopus oxianus ingår i släktet Dolichopus och familjen styltflugor. Inga underarter finns listade i Catalogue of Life.